# Pelosoma ovulum
Pelosoma ovulum är en skalbaggsart som beskrevs av Sharp 1887. Pelosoma ovulum ingår i släktet Pelosoma och familjen palpbaggar. Inga underarter finns listade i Catalogue of Life.